# Burnupena
Burnupena is een geslacht uit de klasse van Gastropoda (Slakken).

## Soorten
- Burnupena catarrhacta (Gmelin, 1791)
- Burnupena cincta (Röding, 1798)
- Burnupena denseliriata Dempster & Branch, 1999
- Burnupena lagenaria (Lamarck, 1822)
- Burnupena papyracea (Bruguière, 1789)
- Burnupena pubescens (Küster, 1858)
- Burnupena rotunda Dempster & Branch, 1999